# 私の中のもうひとりの私
『私の中のもうひとりの私』（Another Woman）は、ウディ・アレン監督・脚本による1988年のアメリカ合衆国のドラマ映画である。

## ストーリー
マリオンはニューヨークの大学で哲学を教え、充実した生活を送っていた。しかしあるとき彼女は隣の部屋の精神科医のもとを訪れた妊婦の話を聞くことで、しだいに「もうひとりの私」を見つめるようになる。

## キャスト
- ジーナ・ローランズ - マリオン
- イアン・ホルム - ケン
- ミア・ファロー - ホープ
- ジーン・ハックマン - ラリー
- ジョン・ハウスマン - マリオンの父
- ベティ・バックリー - キャシー
- ブライス・ダナー - リディア
- サンディ・デニス - クレア
- マーサ・プリンプトン - ローラ
- ハリス・ユーリン - ポール
- フィリップ・ボスコ - サム
- フランセス・コンロイ - リン